# ゾーアの戦い
ゾーアの戦い（ドイツ語: Schlacht bei Soor）は、1745年9月30日に行われたオーストリア継承戦争における会戦である。プロイセン軍と、オーストリア軍と少数のザクセン軍による連合軍が戦い、プロイセン軍が勝利した。

## 背景
ホーエンフリートベルクの戦いの後、同盟国であるイギリスからプロイセンとの再講和を求められていたマリア・テレジアであったが、シュレージエンに固執する女王はこれを認めようとしなかった。プロイセン軍の撃退を命じられたカール・アレクサンダー・フォン・ロートリンゲンは、ロプコヴィッツとダレンベルクの補佐を得て、まずパンドゥールたちにプロイセン軍の連絡線を攻撃させ、自身も再編成した軍でもって、ベーメン北東部に居座っていたプロイセン軍に対し前進を開始した。
イギリスの仲介による和平交渉に期待していたフリードリヒ大王はオーストリア軍の前進によって交渉が失敗したことを知るが、戦力をシュレージエンやザクセン国境に分散してしまっており、ベーメンでの抵抗を諦めてシュレージエンへの撤退を決定した。カール公子軍はこれを追撃した。9月18日、プロイセン軍はヤロミッツでエルベ東岸に渡り、トラウテナウ目指して北上した。
カール公子は当初、プロイセン軍を撤退に追い込めることができるだけで上出来と考えて会戦に持ち込む気はなかったが、女帝からもっと積極的手段を採るよう命じられ、ロプコヴィッツらも会戦を実施すべきと訴えた。カール公子軍もケーニギンホーフでエルベ川を渡河し、プロイセン軍を追った。フリードリヒ大王は、カール公子軍の接近を、プロイセン軍の撤退路への圧迫とのみ見なし、進路上に出没するパンドゥールを排除して行軍の安全を排除するために、ただでさえ劣勢な軍の中からさらに数千の部隊を派出して本隊に先行させ、会戦の可能性についてはこれを軽視していた。
9月29日、プロイセン軍はトラウテナウへの街道を行軍したのち、ブルケルスドルフ村の北東にその日の陣営を構えた。同日夜、オーストリア軍は森の中を行軍することによって発見されることなくプロイセン軍に接近することに成功した。ロプコヴィッツは、ブルケルスドルフの北にあり、トラウテナウへの街道を制圧するグラナー高地を占領してここに重砲を引き上げた。これによってオーストリア軍はプロイセン軍の予想進路を塞ぐことができ、オーストリア軍は高地を左翼として南に戦列を伸ばし、日の出とともにプロイセン軍に奇襲攻撃をかける計画だった。さらにカール公子はパンドゥール部隊を戦場周囲に潜ませることでプロイセン軍の撤退を阻止し、また駆けつけるであろうトラウテナウ方面からの援軍の妨害を図っていた。

## 戦闘
9月30日午前5時、陣営において大王は斥候から、予定進路上に会戦準備を整えたオーストリア軍を発見したとの報告を受けて現場に急行し、それを自身の目で確認した。ここで大王には、自ら攻撃をかける、陣地周辺で防御態勢を取る、撤退を強行する、の3つの選択肢があった。敵兵力が自軍を大きく上回るであろうことは大王も承知していたが、戦闘準備を整えた敵が眼前にいる以上、撤退の続行は危険であり、また、現在地での戦闘も戦力の十分な展開が難しく包囲の危険があるとして、こちらから打って出ることを選択した。
大王は陣地に戻るや全軍にただちの出撃と戦列形成を命じた。このときプロイセン軍は数十分から1時間の時間で戦列を形成したとされる。大王の作戦は、主力をグラナー高地の攻撃に投入して敵左翼を撃破するとともに街道を確保することで、このあいだ自軍左翼はブルケルスドルフ村を占領して敵戦列に応対し、持ちこたえることとされた。
この間、カール公子は、森の中の行軍でダレンベルク軍団が道に迷い、到着していなかったことから攻撃をためらい、また部隊の配置にあれこれ煩わされて時間を浪費していた。プロイセン軍はこの間に戦闘準備を整え、結局プロイセン軍が先手を取って攻撃することになった。
午前6時ごろ、ブッデンブローク率いるプロイセン軍右翼騎兵軍団は、グラナー高地からの砲撃によって制圧されている街道上を強行突破し、オーストリア軍左翼側面、高地の北に出た。大王はこの騎兵部隊に丘の斜面を駆け登らせるという異例の攻撃を行わせた。騎兵に丘を登らせるというのはそうそうないことでこの戦法は後世の評判となり、地形に頼って慢心していたオーストリア軍を大いに驚かせ、損害を与えた。最終的にはオーストリア軍の火力によって撃退されたが、高地後背のオーストリア軍部隊は動揺し、左翼に気を取られて前面への配慮がおろそかになった。
同時にオーストリア軍の陣地に対してプロイセン軍の歩兵部隊が東から攻撃を開始した。大王は手持ちの歩兵戦力の最精鋭をここに投入し、なんとしても丘を奪取しようとした。戦列第一列のブランケンゼー旅団は、擲弾兵3個大隊と、老デッサウが所有し育成した増強連隊（3個大隊編成）によって構成されていた。丘の斜面を登るプロイセン歩兵は、頂上に並ぶ重砲の猛射を受け、それでも前進して陣地の前に到達したが、大損害のために、丘を守るオーストリア軍擲弾兵に対する一斉射撃は有効な打撃力を持たなかった。プロイセン軍の動揺を見てとったオーストリアの擲弾兵が陣地を出て銃剣突撃を行うと戦列は崩れ、第二戦列のところまで敗走した。
第一戦列の損害は甚大であり、ブランケンゼーは息子共々戦死、ゲオルク・フォン・ヴェーデルも戦死、大王の義弟にあたるアルブレヒトも戦死した。後ろに続く若デッサウの第二戦列がすかさず前進すると、第一戦列の兵を収容しながら丘を登り、再度攻撃を試みた。オーストリア軍の方では、擲弾兵が前に出たせいで砲が沈黙してしまい、せっかくの優勢が無駄になった。また、ブッデンブロークの攻撃によってグラナー高地のオーストリア軍の指揮は混乱しており、最前列の擲弾兵だけが戦って、他の部隊がともに攻撃に転じるということが出来なかった。
第二戦列が攻撃前進を行うと斜面を下っていたオーストリア軍は押し戻され、プロイセン軍はそのまま銃剣突撃を行って丘の頂上になだれ込んだ。左翼からの騎兵の攻撃に加えて正面からも攻められたオーストリア軍は戦意を失って敗走し、プロイセン軍は高地の占領に成功した。
丘の南の戦闘では、数の上では優勢なはずのオーストリア軍に対してプロイセン軍は良く戦った。はじめプロイセン軍はすばやく動いてブルケルスドルフ村を占領することに成功したが、そのあと村南西のオーストリア軍砲兵から強力な砲撃を受け、身動きが取れなくなっていた。この局面を打開するためにブラウンシュヴァイク公子フェルディナントは近衛連隊でオーストリア軍戦列に対し銃剣突撃を敢行し、これを見て他の部隊も同様に突撃をかけた。右翼のオーストリア軍は浮足立って後退し、やがて持ちこたえられずに敗走した。友軍の苦戦にもかかわらず、オーストリア軍の右翼騎兵部隊は有効な行動をしなかった。全体的に、この戦いではオーストリア軍の指揮統制の拙さが目立ち、連携不備から戦闘に参加しない部隊や逆に孤立して戦う部隊が多く出て、敗北の大きな原因をつくっていた。
午前11時ごろ、オーストリア軍は全面敗走に陥り、奇襲のために通ってきた森の中に逃げ込んだ。プロイセン軍はブルケルスドルフの西のゾーア付近まで追撃して戦果を拡大した。戦いの名称はこの地名による。
一方でそのころ、ナーダシュディのハンガリー軽騎兵部隊がプロイセン軍陣地を襲っていた。陣地を占領した彼らは略奪をほしいままにし、金目のものはもちろん、大王の秘書アウグスト・アイヒェル、大王の趣味のフルート、ペットのグレイハウンドまで掻っ攫い、多くの非戦闘員が殺された。本隊に先行していたレーヴァルトの部隊が会戦の報告を受けて急行してくるとナダスディ軍は陣地から撤退した。ハンガリー部隊の活躍はオーストリア軍にとって敗北の慰めとなったが、彼らの無軌道な振舞いは軍内でも議論を呼んだ。

## 結果
プロイセン軍は危険な状況から一転して勝利を得た。カール公子は大王に対して2倍の兵力を持ち、奇襲を成功させる条件も有していたにもかかわらず惨敗を喫した。大王は後の著作において、自身の行動のうち、敵軍の接近を承知しながらその脅威を軽視して軍を分散させていたこと、警戒を厳にしなかったこと、戦術上重要なグラナー高地を放置していたこと、戦闘中陣地を空にしていたことなどを反省点として挙げている。
オーストリア軍の敗因について、大王によれば、騎兵部隊をグラナー高地の左翼前方に出してプロイセン軍騎兵の行動を抑止しなかったことなどを問題として挙げつつも、そもそもカール公子が我が方への隠密裏の接近をよく成功させておきながらぐずぐず決断をためらって攻撃を行わなかったことが一番の間違いで、プロイセン軍が展開を始めた時点でカール公子は騎兵に全力での突撃を命じるべきであったとしている。
オーストリア軍に略奪されて、大王はさしあたり勝利宣言を小さな紙切れにゴミみたいな鉛筆で書かなければならなかったが、いずれにしろ大王はこの勝利を政治的に活用するすべを知っていた。プロイセン軍は勝利の後あえて5日間同地に留まって戦勝を内外に印象づけ、そのあと撤退を再開してシュレージエンに退いた。大王は戦勝による圧力でオーストリアに講和を決断させることができると考えていた。
一方、夫の戴冠式の祝われていたフランクフルトでゾーアの戦いの知らせを受けたマリア・テレジアは、ここぞとばかりにしつこくプロイセンとの講和をもちかけるイギリスの使節を退け、あらためてザクセンとともにプロイセンに反撃しようとしていた。そして今度はロシアにも誘いをかけていた。大王はさらに勝利を重ねることでオーストリアを屈服させなければならなかった。